# 125-я улица (линия Бродвея и Седьмой авеню, Ай-ар-ти)
|   |   |   |   |   |
| · | · | · | · | · |

|   |   |   |   |   |
| · | · | · | · | · |

«125-я улица» (англ. 125th Street) — станция Нью-Йоркского метрополитена, расположенная на линии Бродвея и Седьмой авеню, Ай-ар-ти.  На станции останавливается маршрут 1 (круглосуточно). Она представлена двумя боковыми платформами, обслуживающими два локальных пути трёхпутной линии (экспресс-путь не используется для регулярного движения поездов).
Станция была открыта 27 октября 1904 года в составе первой очереди сети Interborough Rapid Transit Company (IRT). В это время поезда ходили от станции Сити-холл до 145-й улицы. Станция построена на пересекающей долину эстакаде, длиной 663 метра, между 122-й и 135-й улицами, далее в обе стороны линия идёт под Бродвеем. Виадук, на котором расположена станция, занесён в Национальный реестр исторических мест США.
На этой станции летом 2013 года проводились съёмки фильма «Невероятная жизнь Уолтера Митти», вышедшего в прокат 25 декабря 2013 года. Станция запечатлена в самом начале фильма, в кадре показаны обе платформы и проезжающие поезда, виден южный портал эстакады (к 116-й улице). Главный герой сидит на платформе и разговаривает по телефону, однако, погрузившись в мечты, пропускает очередной поезд на Манхэттен. Начало фильма плавно перетекает в заглавные титры.
- Станция над Бродвеем
- Южнее станции
- Маршрут 1
- Станция в 1978 году